# John Corbett
John Joseph Corbett, Jr. (Wheeling, Zapadna Virginia, 9. svibnja 1961.) je američki glumac i country pjevač. Filmskoj je publici najpoznatiji po ulozi u filmu "Moje veliko grčko vjenčanje", a televizijskoj po ulogama u serijama "Život na sjeveru", "Seks i grad" i "Tarin svijet".